# Snow (birra)
Snow (cinese semplificato 華潤雪花啤酒) è un tipo di birra lager prodotta in Cina dalla CR Snow.
È la birra più venduta al mondo, aggiudicandosi il 5,4% dei consumi mondiali, con 61 milioni di ettolitri, consumati unicamente a livello nazionale.

## Produzione
La birra è prodotta dalla CR Snow: una joint venture tra la CRB (acronimo di China Resources Snow Breweries) e la SABMiller. Il prodotto viene realizzato in ottanta stabilimenti nazionali.

## Caratteristiche
La birra è stata ideata per andare incontro ai gusti del consumatore cinese, il quale consuma tale prodotto prettamente durante i pasti. Pertanto, la birra ha una bassa gradazione alcolica e un sapore leggero.